# Marika Dominczyk
Marika Dominczyk (Kielce, Polonia; 7 de julio de 1980) es una actriz estadounidense de origen polaco.

## Vida personal
Dominczyk es hija de Mirek Dominczyk, un líder del movimiento polaco Solidaridad. Dominczyk se mudó con su familia de Kielce, Polonia, a la ciudad de Nueva York cuando tenía tres años, después de que sus padres fueron expulsados de su Polonia natal por la participación de su padre con la organización Amnistía Internacional y el movimiento Solidaridad.
Ella es la hermana menor de la actriz Dagmara Dominczyk y domina el inglés y su polaco natal.
Dominczyk se comprometió con el actor Scott Foley en 2006. En junio de 2007, los dos se casaron en una ceremonia privada en Hawái. En octubre de 2009, se anunció que Dominczyk y Foley estaban esperando su primer hijo juntos. Tienen tres hijos en total: Marina, Keller y Konrad.

## Carrera
En 2004, Dominczyk apareció en la serie de televisión de corta duración The Help, que también protagonizó Mindy Cohn y Antonio Sabato Jr. El año siguiente, apareció como Bernadette en la película de 2005 The 40-Year-Old Virgin.
A partir de 2006-2007, ella como actriz invitada en la ABC Brothers & Sisters como Tyler Altamirano. Ella repitió su papel en los dos últimos episodios de la quinta temporada de la serie. A pesar de ser polaca, su aspecto la ha llevado a menudo a interpretar papeles de hispanos, como Anna en la ayuda y, más recientemente, en América del Sur como la agente Isabella en Get Smart's Bruce and and Lloyd: Out of Control. Ella también apareció en Who Do You Love?, Las Vegas "3 Chicas, 100 pistolas y una chica gorda" (2008), como un cazador de recompensas, y el sargento Marino de Danny en Irak, y un informante ruso Cool Breeze, interpretado por su esposo, en la unidad, y se encuentra en Bagboy National Lampoon.
Dominczyk también desempeñó el papel de Lara en la película espero que les sirva la cerveza en el infierno.

### Filmografía
| Año  | Título                                      | Rol              | Notas          |
| ---- | ------------------------------------------- | ---------------- | -------------- |
| 2001 | 3 AM                                        | Cathy            |                |
| 2002 | Porn n Chicken                              | Tatiana          | película de TV |
| 2004 | Invitation to a Suicide                     | Manhattan Woman  |                |
| 2005 | Confessions of a Dog                        | Brunette         | película de TV |
| 2005 | Halley's Comet                              | Mattea           | TV movie       |
| 2005 | The 40-Year Old Virgin                      | Bernadette       |                |
| 2007 | Manchild                                    | Tiffany          | película de TV |
| 2007 | Bag Boy                                     | Bambi Strasinsky |                |
| 2008 | Get Smart's Bruce and Lloyd: Out of Control | Isabella         |                |
| 2008 | Who Do You Love                             | Revetta Chess    |                |
| 2009 | I Hope They Serve Beer in Hell              | Lara             |                |

| Año       | Título                            | Rol                  | Notas                                        |
| --------- | --------------------------------- | -------------------- | -------------------------------------------- |
| 2000      | The Street                        | Hostess              | Episodio "Closet Cases"                      |
| 2001      | Law & Order: Special Victims Unit | Tess Michner         | Episodio "Consent"                           |
| 2002      | Witchblade                        | Christina            | Episodio "Destiny", "Emergence"              |
| 2004      | The Help                          | Anna, the Nanny      | 7 episodios                                  |
| 2004      | North Shore                       | Erika                | 6 episodios                                  |
| 2006      | Bones                             | Leslie Snow          | Episodio "The Woman at the Airport"          |
| 2008      | Las Vegas                         | Marisa Rodríguez     | Episodio "3 Babes, 100 Guns and a Fat Chick" |
| 2008      | House M.D.                        | Heather              | Episodio "Adverse Events"                    |
| 2009      | The Unit                          | Anya                 | Episodio "Endgame"                           |
| 2006-2011 | Brothers & Sisters                | Tyler Altamirano     | 10 episodios                                 |
| 2011      | Rizzoli & Isles                   | Theresa              | Episodio "Bloodlines"                        |
| 2013      | Criminal Minds                    | Lyda                 | Episodio ¨el llamante¨                       |
| 2016-2017 | Grey's Anatomy                    | Eliza Minnick        | 11 episodios                                 |
| 2019      | Whiskey Cavalier                  | Martyna "Tina" Marek | 3 episodios                                  |